# Élections législatives néo-zélandaises de 1990
Les élections législatives néo-zélandaises de 1990 ont lieu le 27 octobre 1990 pour élire 97 députés de la Chambre des représentants.

## Résultats
|                           |                           |           |       |        |               |
| Parti                     | Parti                     | Voix      | %     | Sièges | +/-           |
|                           | Parti national            | 872 358   | 47,82 | 67     | 27            |
|                           | Parti travailliste        | 640 915   | 35,14 | 29     | 26            |
|                           | Parti vert                | 124 915   | 6,85  | 0      | Nv.           |
|                           | NewLabour Party           | 94 171    | 5,16  | 1      | Nv.           |
|                           | Autres                    | 91 733    | 5,03  | 0      | en stagnation |
|                           |                           |           |       |        |               |
| Suffrages exprimés        | Suffrages exprimés        | 1 824 092 | 97,17 |        |               |
| Votes blancs et invalides | Votes blancs et invalides | 53 023    | 2,83  |        |               |
| Total                     | Total                     | 1 877 155 | 100   | 97     | en stagnation |
| Abstentions               | Abstentions               | 325 002   | 14,76 |        |               |
| Inscrits / participation  | Inscrits / participation  | 2 202 157 | 85,24 |        |               |